# 브라운즈빌 사건
브라운즈빌 사건(영어: Brownsville affair) 또는 브라운즈빌 습격(Brownsville raid)은 1906년 미국 남서부에서 발생한 인종 차별 사건이다. 이 사건은 텍사스주 브라운즈빌 백인 주민들이 인근 브라운 요새에 주둔하던 격리 부대의 흑인 군인인 버팔로 솔저에게 반감을 품으면서 시작되었다. 어느 날 밤 백인 바텐더가 살해되고 백인 경찰관이 총상을 입자, 마을 주민들은 아프리카계 미국인 제25보병연대 소속 병사들을 비난했다. 지휘관들은 병사들이 밤새 막사에 있었다고 진술했지만, 병사들에게 불리한 증거가 조작되었다는 의혹이 제기되었다.
미국 육군 감찰관의 조사 결과, 시어도어 루스벨트 대통령은 제25보병연대 소속 병사 167명을 불명예 전역시키라는 명령을 내렸고, 이는 그들의 연금을 박탈하고 연방 공무원직에 영원히 근무할 수 없게 만들었다. 이 사건은 흑인과 백인 공동체 모두에서 전국적인 분노를 불러일으켰다. 추가 조사 후, 몇몇 병사들은 재입대할 수 있게 되었다.
1970년대 초 이 사건에 대한 역사서가 출판된 후, 새로이 재개된 군사 조사는 불명예 전역된 흑인 병사들의 무죄를 입증했다. 정부는 1972년에 이들을 사면하고 명예 전역으로 기록을 복원했지만, 이들이나 그 후손들에게 소급 보상을 제공하지는 않았다. 당시까지 생존한 사람은 단 한 명뿐이었고, 의회는 그에게 비과세 연금을 지급하는 법안을 통과시켰다. 추방되었던 다른 병사들은 모두 사후 명예 전역 처분을 받았다.

## 배경

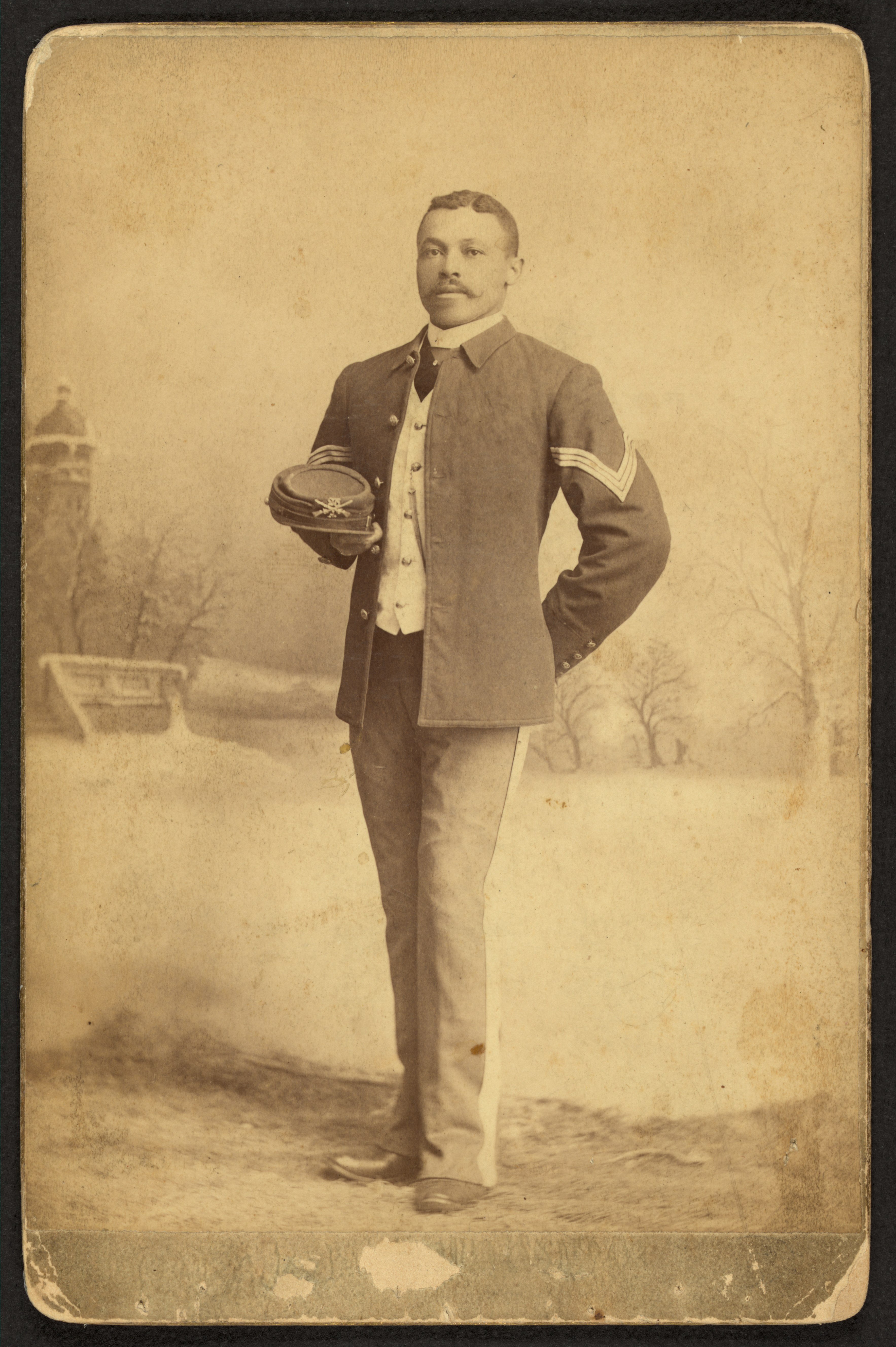
제25보병연대 병사 (1884년–90년경 사진)

1906년 7월 28일 브라운 요새에 도착한 흑인 미군 병사들은 브라운즈빌 백인 시민들로부터 법적 인종 분리 명령을 따라야 했다. 여기에는 흑인과 백인을 위한 별도의 숙소를 규정한 주의 인종 분리법과, 백인에 대한 존경심을 보이거나 지역 법률을 존중하는 것과 같은 짐 크로 관습이 포함되었다.

## 1906년 8월 12~13일
8월 12일 밤, 한 백인 여성의 강간 보고는 너무 많은 마을 사람들을 격분시켰고, 찰스 W. 펜로즈 소령은 프레더릭 콤브 시장과 협의 후 다음 날 밤 군인들에게 조기 통행금지령을 선언하여 문제를 피했다.
1906년 8월 13일 밤, 브라운즈빌에서 바텐더 프랭크 나투스가 살해되고 경찰관 M. 요나시오 ("조") 도밍게스가 총상을 입었다. 즉시 브라운즈빌 주민들은 브라운 요새의 제25보병연대 흑인 병사들에게 책임을 돌렸다. 그러나 브라운 요새의 전원 백인 지휘관들은 총격 당시 모든 병사들이 막사에 있었다고 확인했다. 브라운즈빌 시장을 포함한 지역 백인들은 여전히 일부 흑인 병사들이 총격에 참여했다고 주장했다.

## 증거
브라운즈빌의 지역 주민들은 제25보병연대가 총격에 가담했다는 증거로 자신들이 제25보병연대 소속 병사들의 것이라고 주장하는 군용 소총의 탄피를 제시하기 시작했다. 마을 주민들은 권총 발사 소리를 들었다고 말했다. 대대장 펜로즈 소령은 뚜렷한 권총 발사 소리에 잠에서 깼다. 하지만 병사들의 권총은 병기고에 선적 상자에 담겨 잠겨 있었고, 마을에서 발사될 수 없었다. 민간인과 병사 모두가 들은 권총 발사 소리는 총격의 원인이 마을의 민간인에게서 비롯되었다는 가장 명확한 증거였다. 그는 C 중대장 에드거 맥클린 대위를 마을에서 증거를 찾도록 보냈다. 탄피를 찾던 맥클린은 수비대 도로의 마을 쪽 땅에서 브라운 요새와 마을을 분리하는 허리 높이 벽에서 약 30피트 떨어진 곳에서 소총 탄피를 발견했다. 자세히 조사한 결과, 맥클린은 그 탄피들이 이전에 제25보병연대가 주둔했던 나이오브라 요새에서 지급된 미 육군의 스프링필드 소총용이라는 것을 알았다. 맥클린이 묘사한 바에 따르면 7개의 빈 탄피는 지름 12~15인치 이내의 원형으로 "한데 뭉쳐" 있었다. 이것은 즉시 의심스러워 보였다. 탄환이 소총에서 발사되었다면 탄피는 무질서하게 흩어져 있었을 것이다. 그가 땅에서 발견한 것처럼 그렇게 촘촘한 패턴은 불가능했을 것이다. 이것은 명백히 조작된 거짓 증거처럼 보였다.
탄피가 조작되어 제25보병연대 병사들을 총격 사건에 연루시키려는 의도가 있었고 민간인 권총 발사 소리가 보고되었음에도 불구하고, 조사관들은 지역 백인들과 브라운즈빌 시장의 진술을 받아들였다.

## 결과

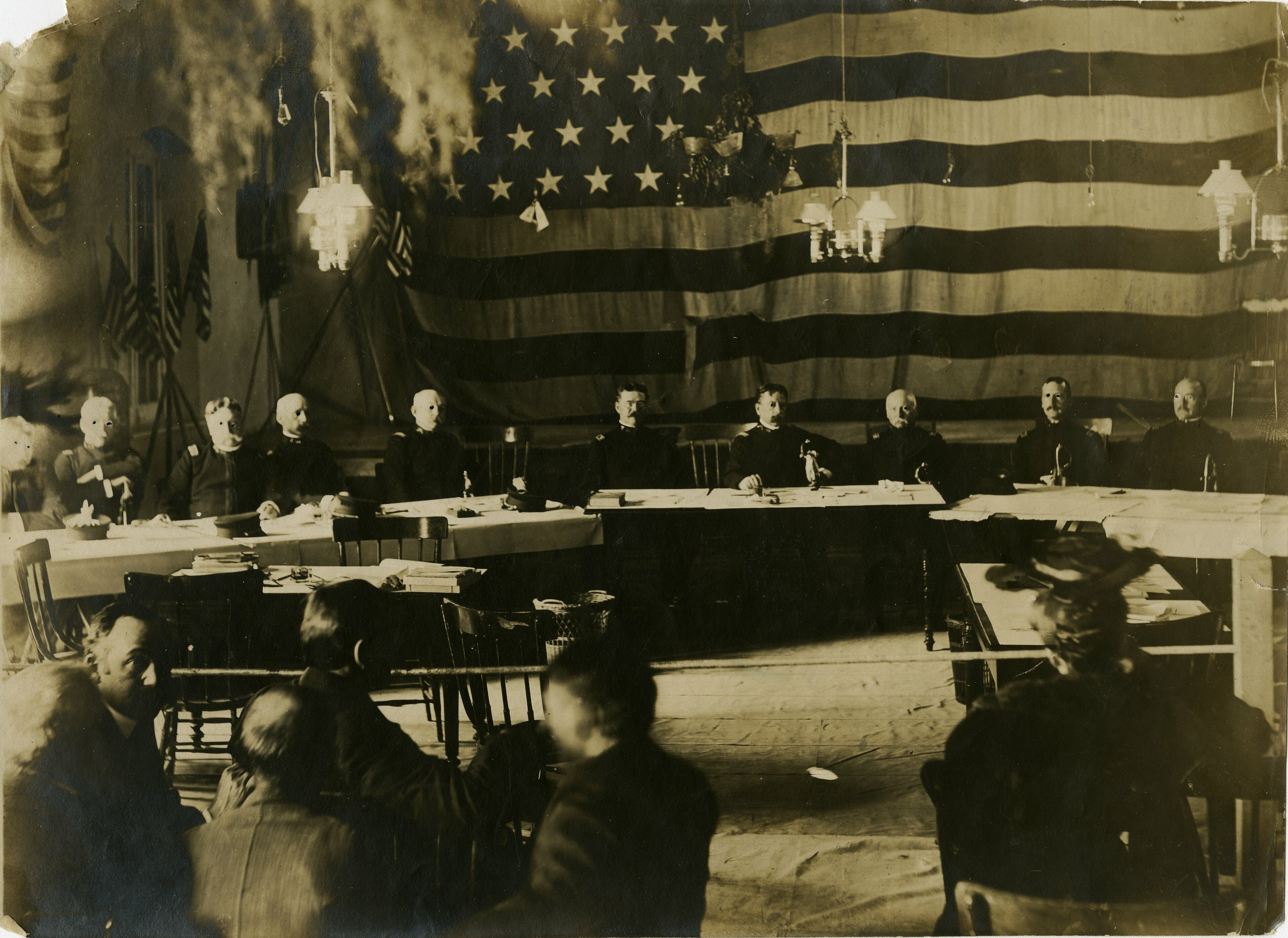
1907년 2월, 펜로즈 소령의 군법회의

제25보병연대 병사들이 누가 총을 쐈는지 밝히라는 압력을 받았을 때, 그들은 자신들이 누가 범죄를 저질렀는지 전혀 모른다고 주장했다. 텍사스 레인저 소속 빌 맥도널드 대위는 12명의 사병을 조사하고 이 사건을 그들과 연관시키려 했다. 지역 카운티 법원은 그의 조사에 근거하여 어떠한 기소도 하지 않았지만, 주민들은 계속해서 제25보병연대 흑인 병사들에 대한 불평을 제기했다.
육군 감찰관 어니스트 갈링턴의 권고에 따라, 시어도어 루스벨트 대통령은 167명의 흑인 병사들을 그들의 "침묵의 공모" 때문에 불명예 전역시키라고 명령했다. 일부 기록에서는 6명의 병사들이 명예훈장 수훈자라고 주장했지만, 역사학자 프랭크 N. 슈베르트는 아무도 아니었다고 밝혔다. 이들 중 14명은 나중에 육군에 재복무하게 되었다. 일반 군법회의에서 내려지는 "불명예 제대"와는 다른 "불명예 전역" 명령은 병사들의 4분의 3 급여로 은퇴할 권리를 박탈했다.
저명한 아프리카계 미국인 교육자이자 활동가인 부커 T. 워싱턴, 터스키기 대학교 총장이 이 사건에 개입했다. 그는 루스벨트 대통령에게 이 사건에 대한 결정을 재고해 달라고 요청했다. 루스벨트는 워싱턴의 간청을 묵살하고 자신의 결정을 유지했다.
펜로즈 소령은 "임무 태만, 군의 질서와 기율에 해를 끼침"으로 군법회의에 회부되었다. 맥도널드는 그가 병사들을 기소로부터 보호하려 했다고 비난했다. 1907년 2월 4일부터 3월 23일까지 진행된 재판에서 펜로즈는 맥도널드를 "경멸스러운 겁쟁이"라고 불렀다. 펜로즈는 혐의에 대해 무죄를 선고받았다.

## 의회 개입
흑인 공동체는 루스벨트의 행동에 격분하여 그에게 등을 돌리기 시작했다. 비록 이전에는 공화당 대통령을 지지했었지만(에이브러햄 링컨의 당에 대한 충성심을 유지했을 뿐만 아니라, 흑인들은 루스벨트가 부커 T. 워싱턴을 백악관 만찬에 초대한 것과 린치에 대해 공개적으로 반대 의견을 표명한 것을 찬성했었다). 행정부는 친공화당 성향의 흑인 표에 영향을 미치지 않도록 1906년 의회 선거 후까지 병사들의 불명예 전역 소식을 보류했다. 이 사건은 정치적 축구가 되었고, 다음 대통령 후보로 나설 윌리엄 하워드 태프트는 문제를 피하려고 애썼다.
헌법 연맹, 전미 유색인 여성 협회, 나이아가라 운동과 같은 주요 흑인 단체의 지도자들은 병사들을 전역시키지 않도록 행정부를 설득하려 했지만 실패했다. 1907년부터 1908년까지 미국 상원 군사위원회는 브라운즈빌 사건을 조사했고, 1908년 3월 다수는 루스벨트와 동일한 결론에 도달했다. 오하이오주의 조지프 B. 포에이커 상원의원은 조사를 위해 로비를 벌였고 병사들의 무죄를 지지하는 소수 의견 보고서를 제출했다. 네 명의 공화당 의원들이 제출한 또 다른 소수 의견 보고서는 증거가 불충분하여 전역을 지지할 수 없다고 결론 내렸다. 1908년 9월, 저명한 교육자이자 지도자인 W. E. B. 듀보이스는 흑인들에게 투표 등록을 하고 대통령 투표 시 공화당 행정부의 처우를 기억하라고 촉구했다. 듀보이스는 대신 우드로 윌슨과 그의 새로운 자유 강령을 지지했다. 듀보이스는 윌슨 행정부의 연방 관료제의 인종 분리와 윌슨 자신의 국가의 탄생에 대한 사적인 찬사 이후 결국 지지를 철회했다.
전국적으로 정부의 행동에 대한 반감은 여전히 높았지만, 태프트가 루스벨트의 뒤를 이어 대통령이 되고 포에이커가 재선에 실패하면서 정치적 압력은 다소 줄어들었다.
1909년 2월 23일, 군사위원회는 제25보병연대 B, C, D 중대 장교 및 사병의 기록 정정 및 재입대를 위한 법안 S.5729에 대해 긍정적으로 권고했다.
포에이커 상원의원은 남은 임기 동안 브라운즈빌 사건에 계속 매달려, 병사들을 복직시킬 권한을 가진 조사 위원회를 설립하는 결의안을 의회에서 통과시켰다. 이 법안은 행정부가 반대하지 않았지만, 포에이커가 원했던 것보다는 미흡했다. 그는 특정 증거가 제시되지 않는 한, 모든 병사에게 재입대할 수 있는 자격을 부여하는 것을 원했다. 이 법안은 양원을 통과했으며, 1909년 3월 2일 루스벨트에 의해 서명되었다.
1909년 3월 6일, 상원 의원직을 떠난 지 얼마 되지 않아 포에이커는 워싱턴의 메트로폴리탄 아프리카 감리교 성공회 교회에서 열린 대규모 집회의 주빈으로 초청되었다. 백인과 아프리카계 미국인 모두 모여 전직 상원의원을 기렸지만, 포에이커를 제외한 모든 연설자들은 아프리카계 미국인이었다. 은제 러빙 컵을 받은 그는 군중에게 연설했다.
| “ | 나는 그 대대 소속의 어떤 병사도 브라운즈빌 총격 사건과 관련이 없다고 믿지만, 관련이 있든 없든, 위대하고 강하며 강력한 국가로서 우리 자신에게는 모든 사람에게 청문회를 제공하고, 모든 사람을 공정하고 정직하게 대하며, 그에게 정의가 이루어지도록 해야 할 의무가 있었다. | ” |

1909년 4월 7일, 1909년 3월 30일 법령의 조항에 따라, 제이콥 M. 디킨슨 육군 장관은 1906년 11월 9일 특별 명령 #266에 따라 전역된 병사들의 혐의를 보고하고 재입대를 권고하기 위한 군사조사위원회를 설치했다. 전역된 167명 중 76명은 증인으로 찾아냈고, 6명은 출석을 원하지 않았다.
1910년 군사조사위원회는 상원 위원회의 보고서를 고려하여 병사들의 재입대 신청을 검토했지만, 위원들은 전역된 병사 중 약 절반만을 면담했다. 위원회는 14명의 재입대를 수락했고, 이들 중 11명은 육군에 재입대했다.
정부는 1970년대 초까지 이 사건을 재검토하지 않았다.

## 1970년대의 추가 조사 및 대통령 사면
1970년 역사학자 존 D. 위버는 이 사건을 심층 조사한 《브라운즈빌 습격》을 출판했다. 위버는 제25보병연대의 피고인들이 무죄였고, 미국 헌법에 보장된 적법절차를 거치지 않고 전역되었다고 주장했다. 그의 책을 읽은 후, 로스앤젤레스의 오거스터스 F. 호킨스 하원의원은 국방부가 이 문제를 재조사하여 피고인 병사들에게 정의를 구현하도록 하는 법안을 발의했다.
1972년, 육군은 제25보병연대 피고인들이 무죄임을 밝혀냈다. 육군의 권고에 따라 리처드 닉슨 대통령은 이들을 사면하고 소급 급여 없이 명예 전역을 수여했다. 이러한 전역은 대부분 사후에 이루어졌는데, 이 사건의 생존 병사는 단 두 명뿐이었고, 그중 한 명은 1910년에 재입대했다. 1973년, 호킨스와 휴버트 험프리 상원의원은 마지막 생존자인 도르시 윌리스를 위해 비과세 연금을 의회에서 통과시켰고, 그는 25,000달러를 받았다. 그는 워싱턴 D.C.와 로스앤젤레스에서 열린 기념식에서 영예를 안았다.

### 인용된 작품
- Foraker, Joseph Benson (1916). 《Notes of a Busy Life》 2. Cincinnati: Stewart & Kidd Company.
- Walters, Everett (1948). 《Joseph Benson Foraker: An Uncompromising Republican》. Columbus, Ohio: The Ohio History Press.

## 더 읽어보기
- Buecker, Thomas R. "Prelude to Brownsville: The Twenty-Fifth Infantry at Fort Niobrara, Nebraska, 1902–06." Great Plains Quarterly (1996) 16#2: 95–106. download
- Burns, Adam D. " 'Half a Southerner': President Roosevelt, African Americans and the South." A Companion to Theodore Roosevelt (2011): 198–215. online
- Christian, Garna L. (2010). "Brownsville Raid of 1906". The Handbook of Texas Online (Texas State Historical Association) online

- Christian, Garna L. (July 1989). 《The Brownsville Raid's 168th Man: The Court-Martial of Corporal Knowles》. 《Southwestern Historical Quarterly》 93. online
- Haynes, Robert V. "The Houston mutiny and riot of 1917." Southwestern Historical Quarterly 76.4 (1973): 418–439. download
- Jones Ross, Felecia G. "The Brownsville affair and the political values of Cleveland Black newspapers." American Journalism 12.2 (1995): 107–122.
- Lane, Ann J. (1971). 《The Brownsville Affair: National Crisis and Black Reaction》. Port Washington, New York: National University Publications, Kennikat Press.; 주요 학술 연구.

- Lembeck, Harry. Taking on Theodore Roosevelt: How One Senator Defied the President on Brownsville and Shook American Politics (Prometheus Books, 2015). 544pp. online review
- Oyos, Matgthew. In Command: Theodore Roosevelt and the American Military (Potomac, 2018)
- Stuckey, Mary. "Establishing the rhetorical presidency through presidential rhetoric: Theodore Roosevelt and the Brownsville Raid." Quarterly Journal of Speech 92.3 (2006): 287–309 online.
- Thornbrough, Emma Lou. "The Brownsville Episode and the Negro Vote." Mississippi Valley Historical Review 44.3 (1957): 469–493. online
- Tinsley, James A. "Roosevelt, Foraker, and the Brownsville Affray." Journal of Negro History 41.1 (1956): 43–65. online
- Weaver, John Downing. The Brownsville Raid (Texas A&M UP, 1992), 주요 학술 연구; 지역 백인들이 병사들을 함정에 빠뜨렸다고 주장.
- Weaver, John Downing. The Senator and the Sharecropper’s Son: Exoneration of the Brownsville Soldiers (Texas A&M Press, 1997).

- Wynne, Lewis N. "Brownsville: The Reaction of the Negro Press." Phylon 33.2 (1972): 153–160. online